# David Baltimore
David Baltimore (ur. 7 marca 1938 w Nowym Jorku) – amerykański mikrobiolog, laureat Nagrody Nobla.

## Życiorys
David Baltimore jest absolwentem Swarthmore College (rocznik 1960), oraz Rockefeller University z 1964. W roku 1968 został profesorem w ośrodku badań nad rakiem Massachusetts Institute of Technology w Cambridge.
W 1975 wraz z Renato Dulbecco i Howardem Teminem otrzymał Nagrodę Nobla w dziedzinie fizjologii lub medycyny za - niezależnie prowadzone - badania i odkrycie oddziaływań między materiałem genetycznym nowotworowych wirusów i komórek gospodarza. Badania te doprowadziły do odkrycia w 1970 roku nowego mechanizmu przekazywania informacji genetycznej i warunkującego go enzymu nazwanego odwrotną transkryptazą (rewertazą) u wirusów.
W latach 1997–2006 był rektorem w California Institute of Technology